# جاكي وود
جاكي وود (بالإنجليزية: Jackie Wood)‏ (23 أكتوبر 1919 في المملكة المتحدة - 1 يناير 1993) هو لاعب كرة قدم بريطاني (وحمل سابقاً جنسية المملكة المتحدة لبريطانيا العظمى وأيرلندا) في مركز جناح ‏. لعب مع وست هام يونايتد ونادي ليتون أورينت وLeytonstone F.C. ‏.